# Кампиљијано (Ријети)
Кампиљијано је насеље у Италији у округу Ријети, региону Лацио.
Према процени из 2011. у насељу је живело 50 становника. Насеље се налази на надморској висини од 413 м.